# Светов, Александр Абрамович
Александр Абрамович Све́тов (настоящая фамилия Шейдлин, 1912, Могилёв — после 1972) — советский прозаик, писатель-фантаст, фронтовой корреспондент.

## Биография
Публиковался с 1933 года, входил в литактив журнала «Огонёк». С 1941 года — на фронте, сначала в ополчении (в декабре 1941 года контужен), с февраля 1942 года служил фронтовым корреспондентом в дивизионной газете «Большевистский натиск», во фронтовой газете 18-й армии, редактор газеты «Удар по врагу» 3-го гвардейского Сталинградского медкорпуса. Награждён орденом Красной звезды (1944), медалью «За оборону Ленинграда», другими наградами. После демобилизации в 1946 году работал в харьковской газете «Красное знамя». Автор публицистических произведений, посвящённых спорту и его пропаганде.
Написал также несколько научно-фантастических рассказов в духе фантастики «ближнего прицела» — «Тайна неслышимых звуков» (1955), «Второй лик пустыни» (1955) и «Охотники за солнечным лучом» (1957), а также детскую повесть-сказку «Веточкины путешествуют в будущее» (1963), пропагандирующей «хрущёвскую» программу построения коммунизма.
Умер в Москве 29 октября 1974 года, похоронен на Химкинском кладбище.

## Публикации
- Светов А. От старта до финиша. Занимательные рассказы о спорте. — М.: Физкультура и спорт, 1955. — 221 с.
- Светов А. Это будет на Спартакиаде. — М.: Физкультура и спорт, 1956. — 175 с.
- Светов А. Цветные кольца. — М.: Физкультура и спорт, 1956. — 176 с.
- Светов А. Метры, секунды, сердца : Невыдуманные рассказы о спорте. — М.: Советская Россия, 1957. — 160 с.
- Светов А. Метры. Секунды. Сердца. — М.: Советская Россия, 1957. — 160 с.
- Светов А. Столетия и секунды. — М.: Детгиз, 1958. — 176 с.
- Светов А. Веточкины путешествуют в будущее: Повесть-сказка. — М.: Молодая гвардия, 1963. — 120 с. — 115 000 экз.
- Светов А. Волшебное средство. — М.: Физкультура и спорт, 1963. — 78 с.
- Светов А. Сила, смелость, сноровка. Спортивная энциклопедия. — М.: Малыш, 1965. — 68 с.
- Светов А. Тайна трёх С. — М.: Молодая гвардия, 1966. — 168 с.
- Светов А. Разговор перед стартом. — М.: Молодая гвардия, 1972. — 136 с.

См. также библиографию фантастики Светова на сайте В. Г. Велчинского